# Danilo D'Ambrosio
Danilo D'Ambrosio (Nápoles, Ciudad metropolitana de Nápoles, Italia, 9 de septiembre de 1988) es un futbolista italiano. Juega de defensa.

## Selección nacional
Ha sido internacional con la selección de fútbol de Italia en 6 ocasiones. Debutó el 28 de marzo de 2017, en un encuentro amistoso ante la selección de los Países Bajos que finalizó con marcador de 2-1 a favor de los italianos.

## Estadísticas

### Clubes
Actualizado al último partido disputado el 18 de mayo de 2025.
| Potenza Calcio · Italia                                                                                       | 3.ª           | 2007-08       | 7   | 0  | —  | — | —  | — | 7   | 0  |
| Potenza Calcio · Italia                                                                                       | Total club    | Total club    | 7   | 0  | 0  | 0 | 0  | 0 | 7   | 0  |
| S. S. Juve Stabia · Italia                                                                                    | 3.ª           | 2008-09       | 29  | 0  | —  | — | —  | — | 29  | 0  |
| S. S. Juve Stabia · Italia                                                                                    | Total club    | Total club    | 29  | 0  | 0  | 0 | 0  | 0 | 29  | 0  |
| Torino F. C. · Italia                                                                                         | 2.ª           | 2009-10       | 22  | 1  | —  | — | —  | — | 22  | 1  |
| Torino F. C. · Italia                                                                                         | 2.ª           | 2010-11       | 30  | 2  | 1  | 0 | —  | — | 31  | 2  |
| Torino F. C. · Italia                                                                                         | 2.ª           | 2011-12       | 26  | 3  | 1  | 0 | —  | — | 27  | 3  |
| Torino F. C. · Italia                                                                                         | 1.ª           | 2012-13       | 28  | 2  | —  | — | —  | — | 28  | 2  |
| Torino F. C. · Italia                                                                                         | 1.ª           | 2013-14       | 14  | 2  | 1  | 0 | —  | — | 15  | 2  |
| Torino F. C. · Italia                                                                                         | Total club    | Total club    | 120 | 10 | 3  | 0 | 0  | 0 | 123 | 10 |
| Inter de Milán · Italia                                                                                       | 1.ª           | 2013-14       | 11  | 0  | 1  | 0 | —  | — | 12  | 0  |
| Inter de Milán · Italia                                                                                       | 1.ª           | 2014-15       | 23  | 0  | 1  | 0 | 8  | 3 | 32  | 3  |
| Inter de Milán · Italia                                                                                       | 1.ª           | 2015-16       | 20  | 2  | 3  | 0 | —  | — | 23  | 2  |
| Inter de Milán · Italia                                                                                       | 1.ª           | 2016-17       | 32  | 3  | 2  | 0 | 5  | 0 | 39  | 3  |
| Inter de Milán · Italia                                                                                       | 1.ª           | 2017-18       | 34  | 2  | —  | — | —  | — | 34  | 2  |
| Inter de Milán · Italia                                                                                       | 1.ª           | 2018-19       | 30  | 2  | 1  | 0 | 7  | 0 | 38  | 2  |
| Inter de Milán · Italia                                                                                       | 1.ª           | 2019-20       | 22  | 4  | 1  | 0 | 9  | 1 | 32  | 5  |
| Inter de Milán · Italia                                                                                       | 1.ª           | 2020-21       | 17  | 3  | 0  | 0 | 5  | 0 | 22  | 3  |
| Inter de Milán · Italia                                                                                       | 1.ª           | 2021-22       | 20  | 1  | 4  | 0 | 3  | 0 | 27  | 1  |
| Inter de Milán · Italia                                                                                       | 1.ª           | 2022-23       | 15  | 0  | 3  | 0 | 6  | 0 | 24  | 0  |
| Inter de Milán · Italia                                                                                       | Total club    | Total club    | 224 | 17 | 16 | 0 | 43 | 4 | 283 | 21 |
| A. C. Monza · Italia                                                                                          | 1.ª           | 2023-24       | 24  | 0  | 1  | 1 | —  | — | 25  | 1  |
| A. C. Monza · Italia                                                                                          | 1.ª           | 2024-25       | 20  | 0  | 2  | 0 | —  | — | 22  | 0  |
| A. C. Monza · Italia                                                                                          | Total club    | Total club    | 44  | 0  | 3  | 1 | 0  | 0 | 47  | 1  |
| Total carrera                                                                                                 | Total carrera | Total carrera | 424 | 27 | 22 | 1 | 43 | 4 | 489 | 32 |
| (1) Incluye datos de Copa Italia. (2) Incluye datos de Liga de Campeones de la UEFA y Liga Europa de la UEFA. |               |               |     |    |    |   |    |   |     |    |

## Palmarés

### Títulos nacionales
| Título              | Club           | País   | Año  |
| ------------------- | -------------- | ------ | ---- |
| Serie A             | Inter de Milán | Italia | 2021 |
| Supercopa de Italia | Inter de Milán | Italia | 2021 |
| Copa Italia         | Inter de Milán | Italia | 2022 |
| Supercopa de Italia | Inter de Milán | Italia | 2022 |
| Copa Italia         | Inter de Milán | Italia | 2023 |